# باینت
باینت (به آلمانی: Baindt) یک شهر در آلمان است که در رافنسبورگ واقع شده‌است. بایندت ۴٬۷۵۲ نفر جمعیت دارد.

## خواهرخوانده
شهر برست، بلاروس خواهرخواندهٔ باینت است.